# Mário Pederneiras
Mário Veloso Paranhos Pederneiras (Rio de Janeiro, 2 de novembro de 1867 — Rio de Janeiro, 8 de fevereiro de 1915), conhecido com Mário Pederneiras, foi um poeta brasileiro.
Filho de Manuel Veloso Paranhos Pederneiras e de Isabel França e Leite, e irmão de Oscar Pederneiras, Mário Pederneiras foi um carioca que com suas poesias encantou a muitos. Em suas obras se torna claro seu jeito único de escrever e a forma como mostrava ao mundo o que pensava.
Casou-se com Júlia Meyer em 1897 no Rio de Janeiro e teve cinco filhos, um menino e quatro meninas, duas das quais faleceram ainda criaças durante a vida de seu pai.
Sua formação literária teve forte influência dos poetas franceses da escola simbolista e também de grandes poetas de língua portuguesa da época como Cruz e Sousa, Antônio Nobre e Cesário Verde, seus poemas eram marcados pela simplicidade e pelos temas da vida diária.
Estreou na imprensa por volta de 1878, quando tornou-se colaborador do jornal estudantil O Imparcial, do Grêmio Literário Artur de Oliveira, no Rio de Janeiro. Entre 1895 e 1908 foi fundador, com Gonzaga Duque e Lima Campos, diretor e redator das revistas Rio Revista, Galáxia, Mercúrio e revista Fon-Fon. Esta última foi responsável pela segunda fase do movimento simbolista.
Mário Pederneiras começou a escrever poemas em 1900, quando publicou seu primeiro livro de poesias, Agonias. Foi ainda colaborador de A Gazeta de Notícias, Sans Dessous, O Tagarela e Novidades. Cursou o primeiro e o segundo ano da Faculdade de Direito de São Paulo, entre 1887 e 1888, mas não chegou a concluí-la.
Na década de 1910 trabalhou na elaboração em prosa da revista teatral inédita Dona Bernarda e da comédia também inédita O Dr. Mendes Camacho.
Conquistou o terceiro lugar no concurso para Príncipe dos Poetas Brasileiros, em 1913, no Rio de Janeiro. Mário Pederneira foi um simbolista que se tornou, com o tempo, o cantor das alegrias da vida doméstica e também das tristezas que a assaltam. Poeta do lar, da saudade das filhas mortas, da gratidão à esposa, das coisas humildes como as árvores da rua, a mangueira do quintal, o passeio público, etc.
Em 1921 foi lançado seu livro póstumo Outono, com versos de 1914, ilustrado por Calixto e João Carlos.

## Principais poemas
- 1900 - Agonias
- 1901 - Rondas Noturnas
- 1906 - Histórias do meu Casal
- 1912 - Ao Léu do Sonho e à Mercê da Vida